# Otto Mantzel

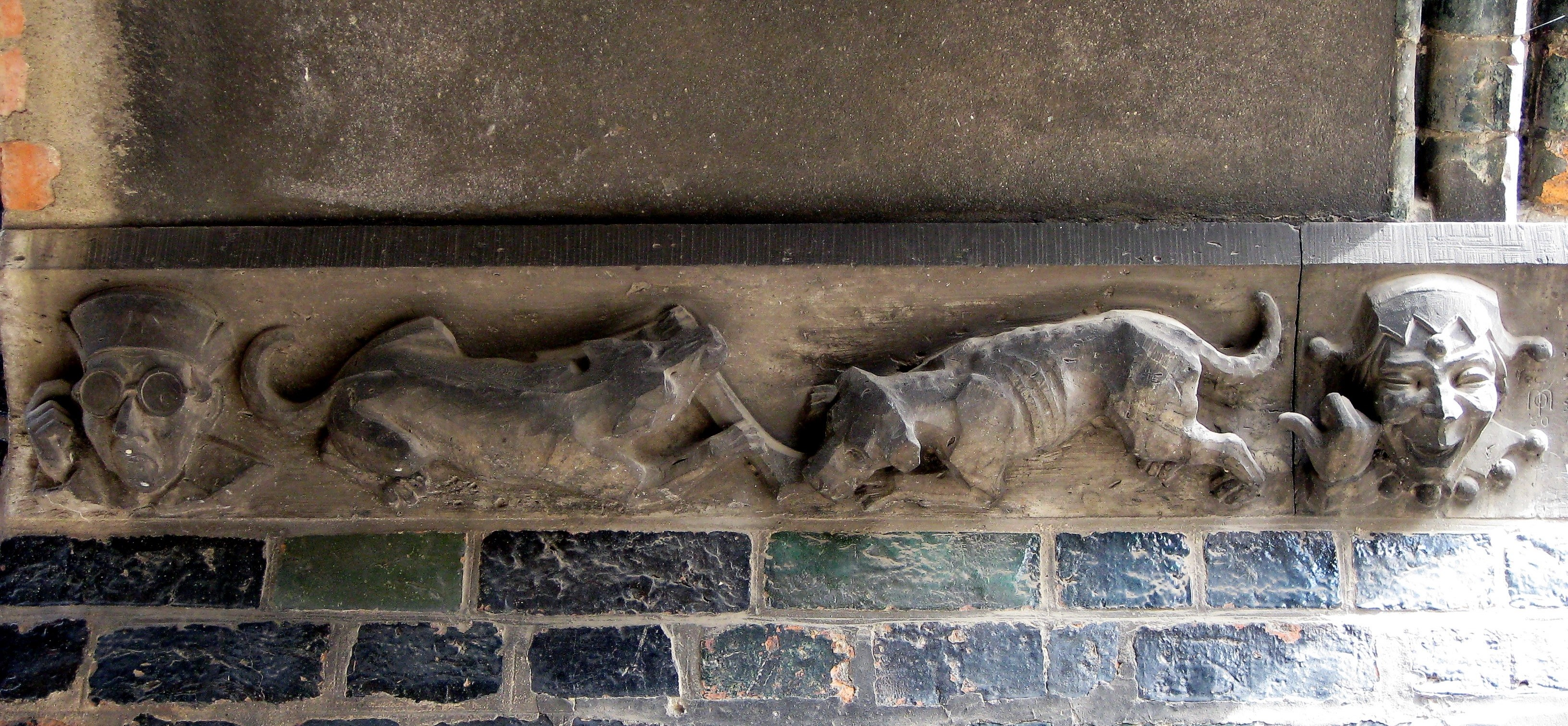
Relief im geschlossenen Gang zwischen Rathaus und Kanzleigebäude Lübeck

Otto Adolf Wilhelm Georg Mantzel (* 9. Juli 1882 in Zarrentin; † 1968 in Lübeck) war ein deutscher Bildhauer und Keramiker, der vor allem in Lübeck tätig war.

## Leben

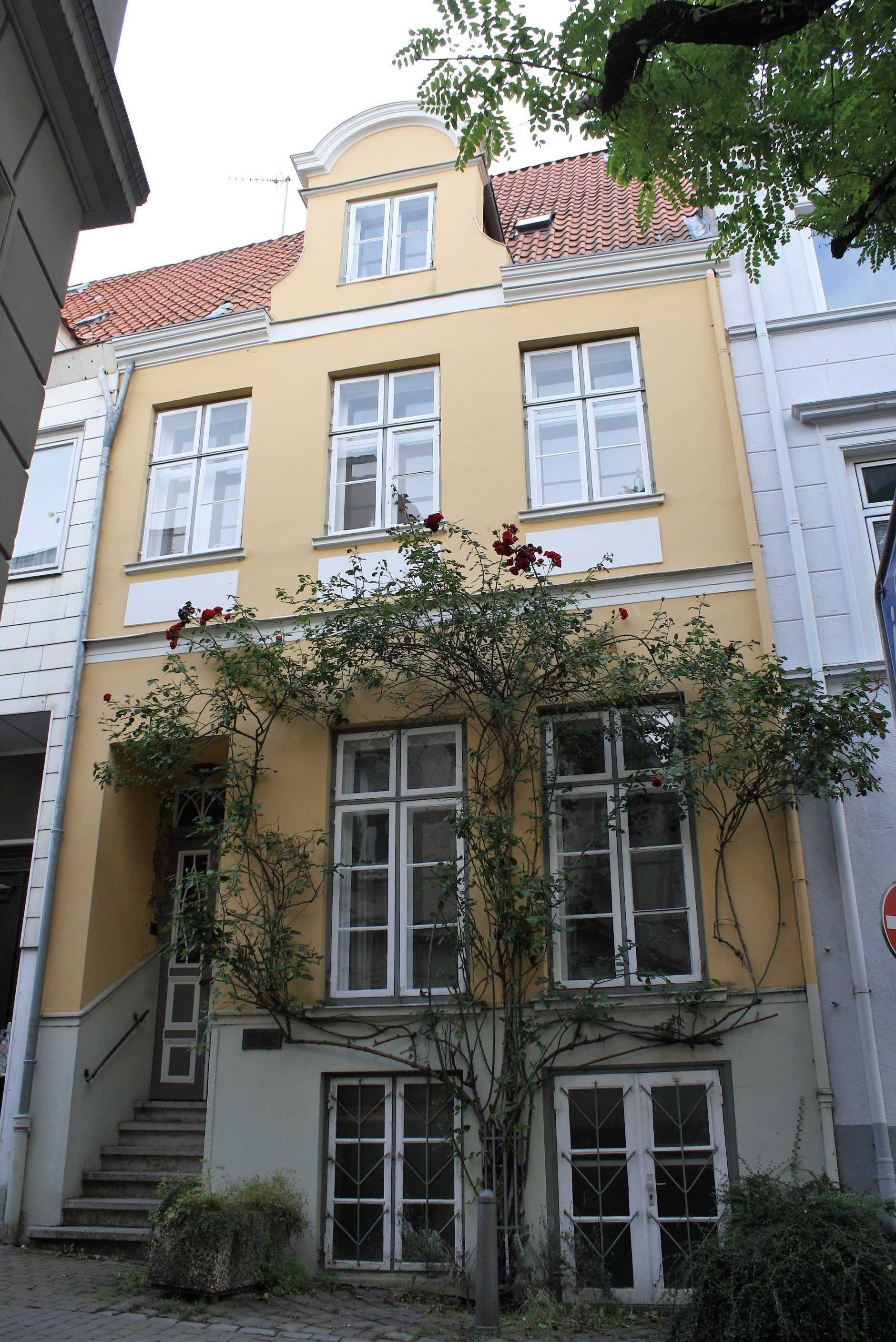
Atelierhaus Mantzels, Kleine Burgstraße 11 (2013)

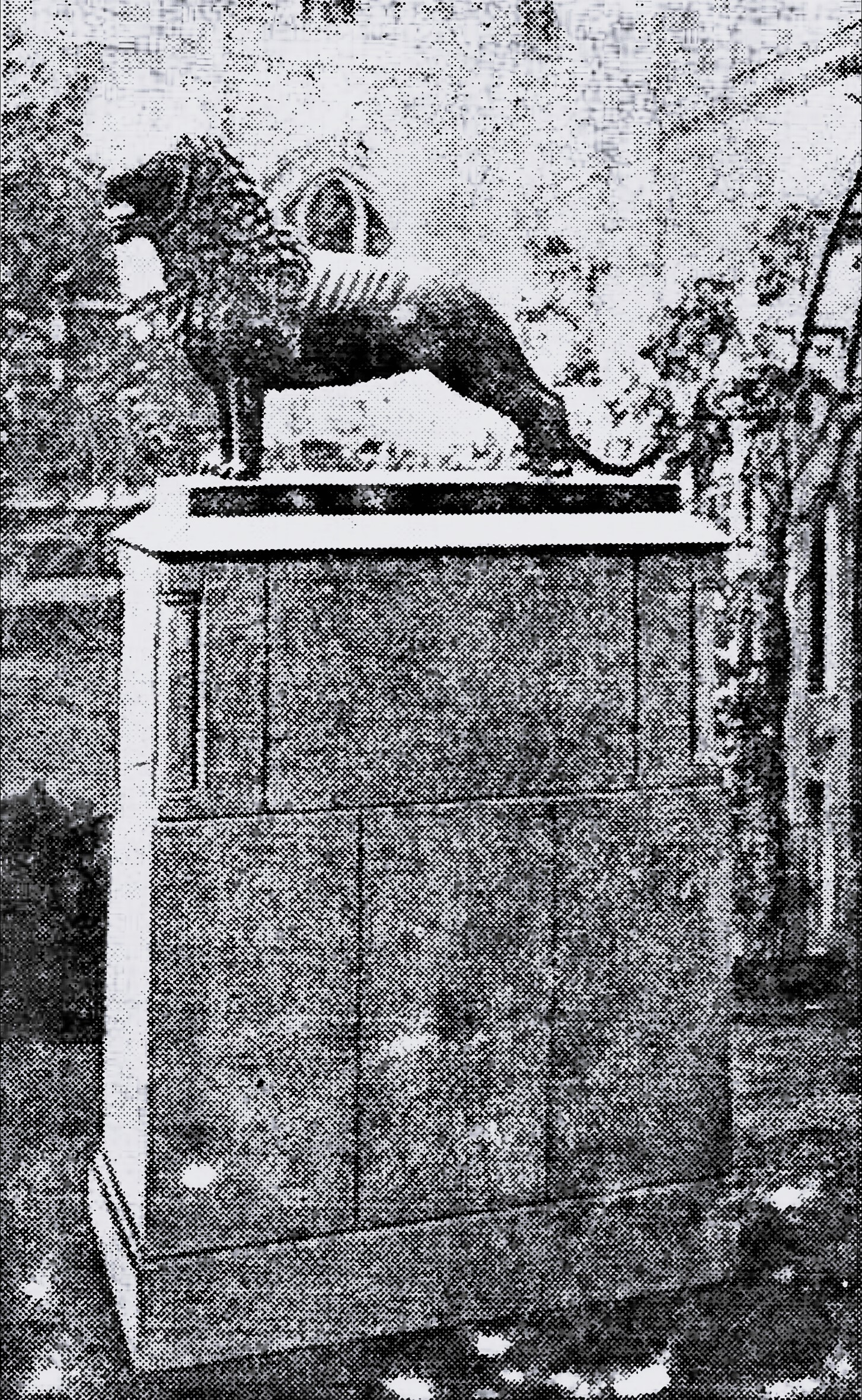
(erster) Braunschweiger Löwe im Garten des Museums am Dom

Der schon zu Beginn des Ersten Weltkriegs in Lübeck in der Kleinen Burgstraße 11 wohnende Mantzel diente während des Krieges als Unteroffizier in der Munitionskolonne des heimischen Infanterie-Regiments „Lübeck“ (3. Hanseatisches) Nr. 162. Unter seiner Leitung wurde direkt an der Chaussee in Bussy ein Denkmal, dessen Inschrift in deutscher sowie französischer Sprache davon kündete, dass die Kolonne sich hier aufhielt. Das Denkmal zierte das Eiserne Kreuz, die Göttin Germania und die Inschrift „Einigkeit macht stark“.
Im Oktober 1917 wurde er als Lübecker Bürger angenommen und eröffnete im Haus sein Bildhauer-Atelier. Ab Anfang der 1930er Jahre erhielt er zunehmend öffentliche Aufträge. In den 1950er Jahren firmierte er als Stein-, Stuck- und Holzbildhauer; er annoncierte Holz-, Stein- und Stuckarbeiten, Modelle für Keramik und Bronze. Er war auch als Restaurator tätig, so am Portal des Füchtingshofs und bei den Stuckreliefs im Haus der Kaufmannsjugend Mengstraße 25.
Zu Mantzels Lehrlingen gehörte ab 1926 Erich Prüßing (1911–1943).

## Werk
Mantzel, ein Schüler der Lübecker Kunstschule von Prof. v. Lütgendorff, ist ab den 1920er Jahren mit Werken in Lübeck vertreten.
1928 schuf er aus dem Holz der alten Jahneiche im Lauerholz ein Rednerpult und drei Leuchter, „kraftvolle Turnergestalten darstellend“, zum 75. Jubiläum der Lübecker Turnerschaft. Aus demselben Jahr stammt figürlicher Terrakotta-Bauschmuck: Maurer, Architekt und Zimmermann am Wohnblock Ecke Falkenstraße/Reiherstieg sowie der als Lübecker Adler gestaltete Messing-Türgriff am Bauamt. Für die Kirche St. Lorenz in Travemünde schuf er das Gedächtnismal für die Gefallenen des Ersten Weltkriegs.
Zu seinen bekanntesten Werken gehört das Kämpferrelief im geschlossenen Gang zwischen Rathaus und Kanzleigebäude. Die Kämpfer dieses Bogens sind mit figürlichen Reliefs des Strebkatzenziehens, flankiert von Köpfen eines Juristen und eines Narrs geschmückt, welche Otto Mantzel 1930 fertigte.
Auf Veranlassung vom Direktor des Museums am Dom, Herrn Prof. v. Lütgendorff, arbeitete er aus einem künstlichen Basaltblock eine etwa ¾ der Originalgröße des Braunschweiger Löwens als freie Kopie heraus. Folglich war es als ein Original-Arbeitsstück anzusehen. Das Postament bestand aus Kunst-Odenwald-Sandstein. Die Enthüllung erfolgte am 9. Oktober 1930 an der Stelle im Garten des Museums, die der Herzog bei der Begründung des Domes auf dem bewaldeten Hügel nahe der Trave, voraussichtlich zuerst betreten haben wird. Während der Feier wurde das Ehrenmal dem Direktor der Gemeinnützigen Gesellschaft, Herrn Dr. Ihde, übergeben. Das Ehrenmal ist 1942 zerstört worden. 1975 ist von der Elfriede Dräger-Gedächtnis-Stiftung eine neue Kopie des Löwen gestiftet worden. Da sich an ihr jedoch keinerlei Hinweis auf die lübeckische Vorgängerversion gibt, ist dies heute nahezu unbekannt.
1934 schuf Mantzel sein monumentalstes Werk, ein Denkmal für Carl Hans Lody am Burgtor. Das Denkmal, ein stehender Ritter aus Terrakotta in vollem Harnisch, der eine Schlange zertritt, eingelassen in eine Mauernische neben dem Tor, wurde 1946 bis auf die Gedenktafel entfernt.

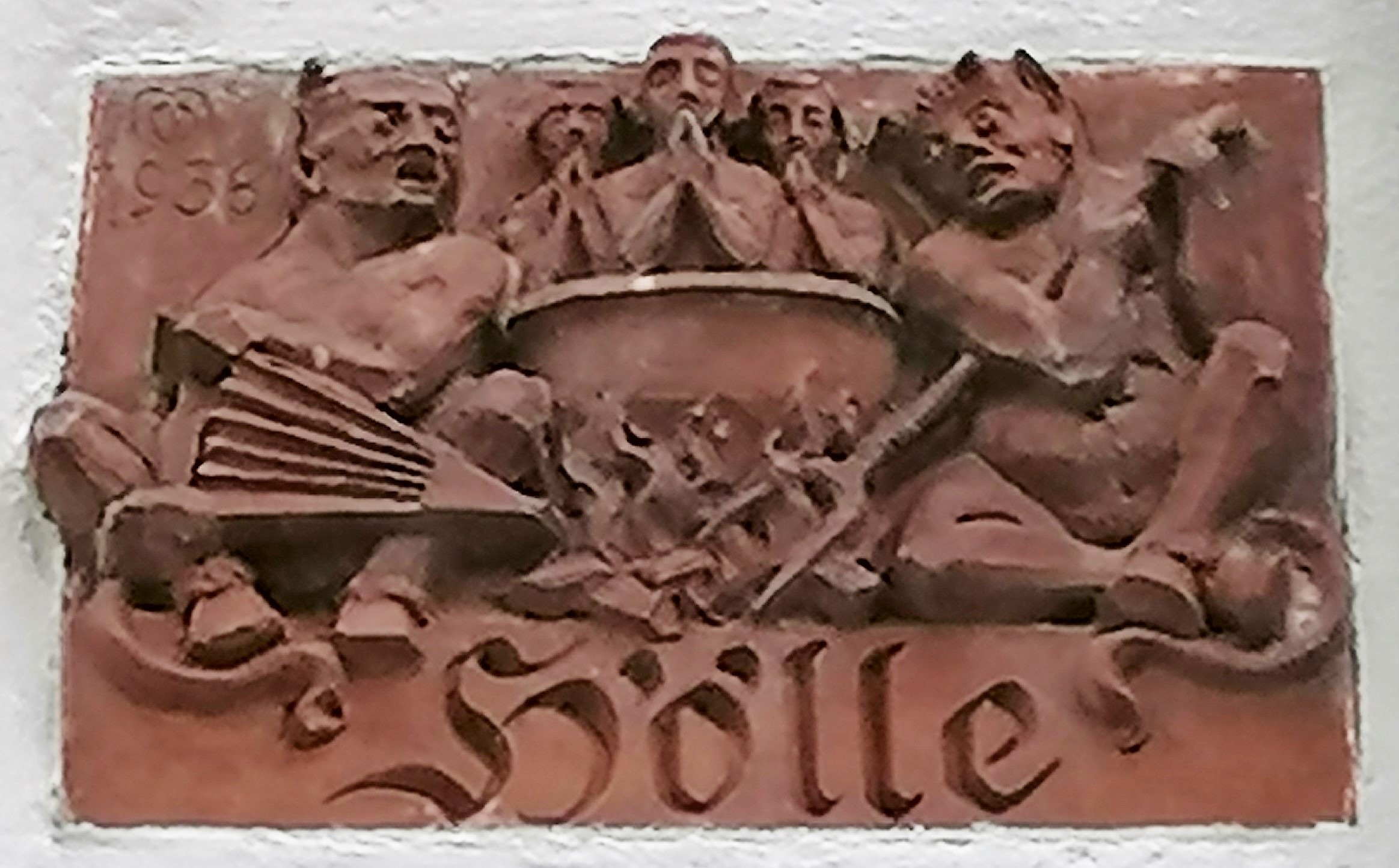
Terrakottatafel

Von der Nummer 15 bis 23 des Fegefeuers führt ein namenloser Ganges von ihm ab. Der Volksmund gab diesem den Namen „Hölle“. Am Haus Nr. 23 befindet sich seit 1936 eine humorvolle sich darauf beziehende Terrakottatafel des Bildhauers. In den Vaterstädtischen Blättern von 1900 findet sich zu dessen Namensgebung der Hinweis, dass der kleine Platz im Hof vom Teufel, nämlich von einem Mitarbeiter mit dem Namen Dübel, gepflastert worden sei.
1938 gestaltete er im Rahmen des Ausbaus der Travemünder Allee ein Trafohaus an der Travemünder Allee mit hölzernem figürlichem Giebelschmuck. Dieses aus Backsteinen errichtete Trafohaus wurde auch als Wartehäuschen für Benutzer der Straßenbahn an der Haltestelle „Kreuzweg“ genutzt. Mantzels Giebelschmuck ist nicht mehr komplett erhalten. In der obersten Ebene befindet sich ein einzelnes Bildfeld, in dem eine Gestalt in weitem Gewand zu sehen ist. Darunter sind drei Bildfeldern von zwei Zwickeln flankiert, der linke Zwickel enthält die Figur eines Rehs, der rechte ist leer. Die drei Felder in der Mitte zeigen einen säenden Mann, eine Frau mit Kind und einen Landmann, der eine Sense trägt. Die Reihe darunter umfasst die Darstellungen einer Frau mit einem Tablett, eines Zimmermanns, eines Wanderers, eines Postboten und eines Jägers. Auf einem Balken unter dem Giebel ist das Entstehungsjahr 1938 zu lesen. Der Giebelschmuck wurde nach 1945 verändert, um die nationalsozialistischen Symbole und Darstellungen zu entfernen. Nicht original aus der Entstehungszeit ist die Darstellung der Mutter mit dem Kind, die als Ersatz für den Träger einer Hakenkreuzfahne eingesetzt wurde, sowie die Darstellung des Wanderers, der einen marschierenden Soldaten ersetzte. Ein Hakenkreuz in der Mitte der Jahreszahl wurde ebenfalls entfernt. Die Frau mit dem Tablett wurde als Ersatz für einen Zimmermann mit Säge und Beil eingefügt, der wandernde Zimmermann war ursprünglich in etwas anderer Haltung dargestellt, der Jäger hatte ursprünglich zwei Dackel bei sich, der Postbote eine Trage mit Paketen auf dem Rücken. Das mittlerweile leere rechte obere Zwickelfeld war ursprünglich mit der Darstellung einer Katze versehen, in der Reihe darunter war ein flötespielender Junge im rechten Zwickel dargestellt. Das linke obere Zwickelfeld, heute leer, enthielt wohl ebenfalls eine Figur. Während die Entfernung der nationalsozialistischen Symbole nach dem Ende des Dritten Reichs aus politischen Gründen stattfand, gehen andere Veränderungen wahrscheinlich auf Beschädigungen im Zuge des Krieges zurück. Das Trafohaus samt Giebelschmuck ist als einfaches Kulturdenkmal ausgewiesen.